# Kurdistans nationalvåben
Kurdistans nationalvåben forestiller en ørn, der holder en sol med vingerne. 
Solen har farverne gul, grøn og rød, hvilket repræsenterer det kurdiske flag. 

## Baggrund
Ørnen selv var Det ældgamle Mediens symbol, hvorimod solen har været det Øvre Mesopotamiens symbol fra den tidligere periode.
Banneret dekoreret med "KRG" er en mere Vesteuropæisk betegnelse for nationalvåben.
Nummeret 4 er fremstående i designet, 4 vingefjer, 4 halefjer, 4 røde kompasnåle og 4 grønne kompasnåle.
En ørn fandtes også på den kurdiske regent, Saladins flag, der i dag er bevaret i det egyptiske flag, og som også er mange muslimske landes nationalvåben.